# Zorzi
Zorzi ist ein Familienname.

## Herkunft und Bedeutung
Zorzi ist ein ursprünglich patronymisch gebildeter Familienname, abgeleitet von Zorze, der venezianischen Form von Giorgio. Die Zorzi bzw. Giorgi waren im späten Mittelalter eine erfolg- und einflussreiche Familie in der Republik Venedig.

## Namensträger
- Alvise Zorzi (1922–2016), italienischer Historiker, Fernsehjournalist und Autor
- Andrea Zorzi (* 1965), italienischer Volleyballspieler
- Angelo Zorzi (1890–1974), italienischer Turner
- Benedito Zorzi (1908–1988), brasilianischer Geistlicher, Bischof von Caxias do Sul
- Cristian Zorzi (* 1972), italienischer Skilangläufer
- Ettore Zorzi (1885–1958), von 1929 bis 1930 Podestà Venedigs (Bürgermeister Venedigs)
- Franco Zorzi (1923–1964), Schweizer Freidenker, Staatsanwalt, Politiker (FDP) und Tessiner Staatsrat
- Giulio Zorzi (* 1989), südafrikanischer Schwimmer
- Giuseppe Zorzi (1938–2019), italienischer Radrennfahrer
- Josef Zorzi (* 1980), österreichischer Grasskiläufer
- Juan Carlos Zorzi (1935–1999), argentinischer Komponist und Dirigent
- Marino Zorzi (1231–1312), Doge von Venedig
- Pietro Antonio Zorzi (1745–1803), Erzbischof von Udine und Kardinal
- Renzo Zorzi (1946–2015), italienischer Formel-1-Pilot
- Roberto Zorzi (um 1962), italienischer Jazz- und Fusionmusiker
- Roland Zorzi (* 1985), österreichischer Grasskiläufer
- Silvano Zorzi (1921–1994), italienischer Ingenieur und Brückenbauer
- Tony Zorzi (* 1955), kanadischer Jazz- und Studiomusiker